# アマドゥ・ディアワラ
アマドゥ・ディアワラ（Amadou Diawara, 1997年7月17日 - ）は、ギニア・コナクリ出身のサッカー選手。ギニア代表。セグンダ・ディビシオン・CDエルデンセ所属。ポジションはミッドフィールダー。

## 経歴
母国ギニアのFCシーケンス出身。2014年にボローニャFCの練習に参加し、その後イタリア3部のサンマリノ・カルチョへ移籍。サンマリノでは際立った活躍を見せ上位リーグのスカウト陣の注目を集めた。
2015年、セリエAのボローニャへ移籍。2015年8月22日のセリエA第1節・ラツィオ戦でデビューを果たした。同年10月にロベルト・ドナドーニが新監督に就任すると指揮官の信頼を掴み、レギュラーに定着した。
2016年8月26日、SSCナポリへ買取義務付きのレンタルで移籍。レンタル料は200万ユーロでシーズン終了後に1300万ユーロが支払われる。
2019年7月1日、ASローマに移籍した。移籍金は2100万ユーロ、契約期間は5年間。2020-21シーズン、開幕戦のエラス・ヴェローナFC戦 (0-0)に出場したが、ディアワラが23歳以上になったにも関わらずローマがU-23登録のままリーグ登録をしており、リーグ登録リスト外の選手を起用したとして0-3での没収試合となった。準主力としてプレーしていたが、ジョゼ・モウリーニョが監督に就任すると構想外となった。
2022年8月31日、RSCアンデルレヒトへ3年契約で完全移籍。
2025年3月11日、CDエルデンセに加入した。

## タイトル
ASローマ
- UEFAヨーロッパカンファレンスリーグ : 2021-22